# Mónica Vergara
Mónica Vergara Rubio (* 2. Mai 1983 in Guadalajara, Jalisco) ist eine ehemalige mexikanische Fußballspielerin.

## Karriere
Die 158 cm große und für den mexikanischen Frauenfußballverein Andrea’s Soccer spielende Mónica Vergara nahm für die mexikanische Frauenfußballnationalmannschaft an den Olympischen Sommerspielen 2004 teil, wo Mexiko sich in der Gruppenphase zunächst mit Deutschland (0:2) und China (1:1) auseinandersetzen musste und schließlich im Viertelfinale gegen Brasilien (0:5) ausschied.
Nach dem Ende ihrer Karriere als Spielerin, trainierte sie von 2018 bzw. 2020 an die mexikanischen U17- und die U20-Nationalmannschaften. Seit Anfang 2021 ist sie Cheftrainer der A-Nationalmannschaft.